# Morgan, Lewis & Bockius
Morgan, Lewis & Bockius, noto altresì come Morgan Lewis, è uno studio legale internazionale statunitense, tra i più importanti del continente nordamericano per fatturato, con sede centrale a Filadelfia e 31 uffici in Asia-Pacifico, Medio Oriente, Nordamerica ed Europa.

## Storia
Lo studio Morgan Lewis fu fondato il 10 marzo 1873 a Filadelfia, in Pennsylvania, dal veterano della guerra di secessione Charles Eldridge Morgan, Jr. (in seguito vicepresidente della Philadelphia Law Academy) e da Francis Draper Lewis, figlio di un mercante all'ingrosso. Nel 1883 Morgan e Lewis assunsero nello studio il giovane avvocato Morris Rex Bockius, divenuto socio quindici anni dopo, il quale avrebbe guidato l'azienda fino alla sua morte, sopraggiunta nel 1939. L'azienda venne quindi rinominata in Morgan, Lewis & Bockius nel 1908.
Nel 1974, il socio dello studio James Hamilton fu scelto quale assistente capo-consigliere della Commissione del Senato degli Stati Uniti sullo scandalo Watergate, i cui lavori condussero al processo di impeachment contro Richard Nixon ed alle dimissioni di quest'ultimo il 9 agosto dello stesso anno.
Dal 2014 il ruolo di presidente è svolto da Jami Wintz McKeon, prima donna a ricoprire tale incarico nella storia aziendale. Ad oggi, inoltre, oltre tre quarti delle maggiori 100 imprese societarie statunitensi sono clienti dello studio, tra cui 9 delle prime 10 e 17 delle prime 20.
Nel 2017, in relazione alle presunte connessioni tra il presidente Donald Trump e la Russia oggetto delle inchieste sul Russiagate, Morgan Lewis (consigliere fiscale di Trump dal 2005) ha rilasciato una lettera affermando di aver esaminato le dichiarazioni fiscali di Trump e di non aver trovato alcun collegamento finanziario significativo con l'amministrazione russa.